# دبليو 48 (قنبلة نووية)

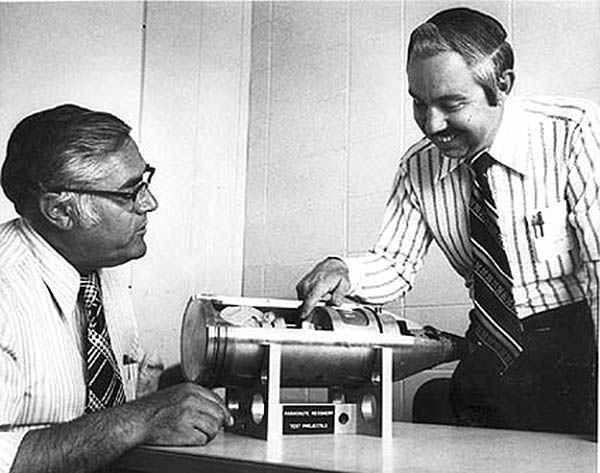
مصممو الأسلحة مع نموذج دبليو 48

دبليو 48 هي قذيفة مدفعية نووية أمريكية قادرة على الإطلاق من أي معيار هاوتزر 155 ملم (6.1 بوصة) على سبيل المثال هاوترز M152. تم تصنيعها في عام 1963 وخرجت من الخدمة في عام 1992.
كان قطر دبليو 48 6.1 بوصة (155 ملم) وتعتبر سلاح نووي صغير جداً.